# Noa Essengue
Noa Essengue, né le 18 décembre 2006 à Orléans dans le Loiret, est un joueur français de basket-ball mesurant 2,08 m et évoluant au poste d'ailier fort pour les Bulls de Chicago.

## Biographie

### Débuts dans le basket-ball
Noa Essengue naît à Orléans. Non loin de là, il débute le basket-ball à l'ABC Saint-Jean-de-Braye. À l'âge de 12 ans, il intègre le Pôle Espoirs du Centre-Val de Loire et devient licencié de l'Orléans Loiret Basket Association. Il y joue durant deux saisons en championnat de France minimes.
En 2021, il devient licencié à l'ASVEL Lyon-Villeurbanne et intègre le Pôle France de basket-ball. La première année à l'INSEP, il évolue principalement en championnat de France cadet et inscrit en moyenne 10 points par match. La seconde, il joue en Nationale 1 et réalise quelques performances très rares dans la division pour un joueur de son âge. Le 11 octobre 2022, à 15 ans et 10 mois, il inscrit 15 points contre le Stade toulousain. Le 17 février 2023, à 16 ans et 2 mois, il marque 21 points face au C' Chartres Basket. Enfin, il dispute également des étapes de l'Adidas Next Generation Tournament (en), d'abord en mai 2022 à Belgrade avec l'ASVEL, puis en avril 2023 dans la même ville sous les couleurs du Pôle France.

### Départ en Allemagne (2023-2025)
En juillet 2023, Noa Essengue rejoint le Ratiopharm Ulm, club où sont notamment passés les Français Killian Hayes et Pacôme Dadiet.
La première année, il débute son parcours en Allemagne en jouant avec l'équipe réserve d'Ulm, l'OrangeAcademy (en). Le 22 octobre 2023, à l'âge de 16 ans et 10 mois, il inscrit 33 points et prend 14 rebonds contre les Black Forest Panthers (en) en troisième division allemande (en).
Dans le même temps, il dispute ses premières minutes en professionnel. Le 3 octobre 2023, il joue 10 minutes face à l'Aquila Basket Trente en EuroCoupe et marque 7 points. 
Le 17 décembre 2023, à 16 ans et 364 jours, il rentre en jeu contre le Bayern Munich en Basketball-Bundesliga. Puis, le 13 janvier 2024, à tout juste 17 ans, il inscrit 11 points (à 3/4 aux tirs et 5/5 aux lancers francs) et prend 3 rebonds en 5 minutes de jeu contre le Rasta Vechta (en).
Fin mars 2024, Essengue dispute l'étape de Dubaï de l'Adidas Next Generation Tournament (en). Avec son équipe d'Ulm, il l'emporte et bat en finale les U18 du Žalgiris Kaunas tout en étant élu MVP du week-end grâce à une performance personnelle rare face aux Lituaniens : 33 points inscrits, 18 rebonds captés, 4 contres réalisés, 3 interceptions effectuées et 2 passes décisives distribuées pour 54 d'évaluation.
Le 16 octobre 2024, il marque 20 points et prend 8 rebonds dans un match de présaison NBA contre les Trail Blazers de Portland.

### NBA (depuis 2025)
Lors de la draft 2025, il est sélectionné en 12e position par les Bulls de Chicago.

### Équipe de France

#### Sélections de jeunes
Durant l'été 2022, il joue ses premiers matchs internationaux en sélections de jeunes. Il prend part à sept rencontres lors du championnat d'Europe U16. En moyenne, il inscrit 13 points et prend près de 6 rebonds.
En juillet 2023, il participe au championnat d'Europe U18. Il marque 10,6 points de moyenne et capte 4,3 rebonds en 7 matchs.

#### Sénior
Le 17 octobre 2024, Noa Essengue est appelé par Frédéric Fauthoux pour disputer deux rencontres de qualification à l'EuroBasket 2025 face à Chypre.

## Palmarès et distinctions individuelles

### En sélection nationale
- Médaille de bronze du championnat d'Europe U16 en 2022

### Sur la scène internationale
- Vainqueur de l'étape de l'Adidas Next Generation Tournament (en) à Belgrade en 2022
- Élu dans le 5 majeur de l'étape de l'Adidas Next Generation Tournament (en) à Belgrade en 2023
- Sélectionné pour participer au camp  Global de Basketball Without Borders (en) lors du NBA All-Star week-end 2024 et élu dans la sélection All-Star
- Vainqueur et élu MVP de l'étape de l'Adidas Next Generation Tournament (en) à Dubaï en 2024